# Bello recuerdo
Bello recuerdo (conocida en Latinoamérica como Así era mi madre)  es una película española de drama musical estrenada en 1961, dirigida por Antonio del Amo y protagonizada en los papeles principales por Joselito y la actriz argentina Libertad Lamarque.

## Sinopsis
Al iniciarse el curso escolar, Lucy, la profesora de música, echa de menos a Joselito su alumno favorito, quien ya no volverá a clase porque su padre ha muerto arruinado. Ya que su tutor legal (primo del fallecido) no puede hacerse cargo de él, Lucy lo acogerá como a un hijo propio.

## Reparto
- Joselito ... José Andrade (Joselito)
- Libertad Lamarque ...	Lucy
- Sara García ... Dona Sara
- Roberto Camardiel	...	Ramón
- Salvador Soler Marí ... Tío Paco
- Antonio Gandía ... Presentador TV
- Félix Fernández ... Conductor de bus
- Manuel de Juan ... Profesor
- Aníbal Vela
- Pilar Gómez Ferrer
- Pedrín Fernández
- Juan Cortés ... Comisario
- Tito García ... Padre de la niña cantante
- Maleni Castro
- Santiago Pardo